# NGC 4440
NGC 4440 (również PGC 40927 lub UGC 7581) – galaktyka spiralna z poprzeczką (SBa), znajdująca się w gwiazdozbiorze Panny. Odkrył ją William Herschel 17 kwietnia 1784 roku. Należy do Gromady w Pannie.